# Atypopenaeus
Atypopenaeus is een geslacht van kreeftachtigen uit de klasse van de Malacostraca (hogere kreeftachtigen).

## Soorten
- Atypopenaeus bicornis Racek & Dall, 1965
- Atypopenaeus compressipes (Henderson, 1893)
- Atypopenaeus dearmatus de Man, 1907
- Atypopenaeus formosus Dall, 1957
- Atypopenaeus stenodactylus (Stimpson, 1860)